# Henry Raeburn

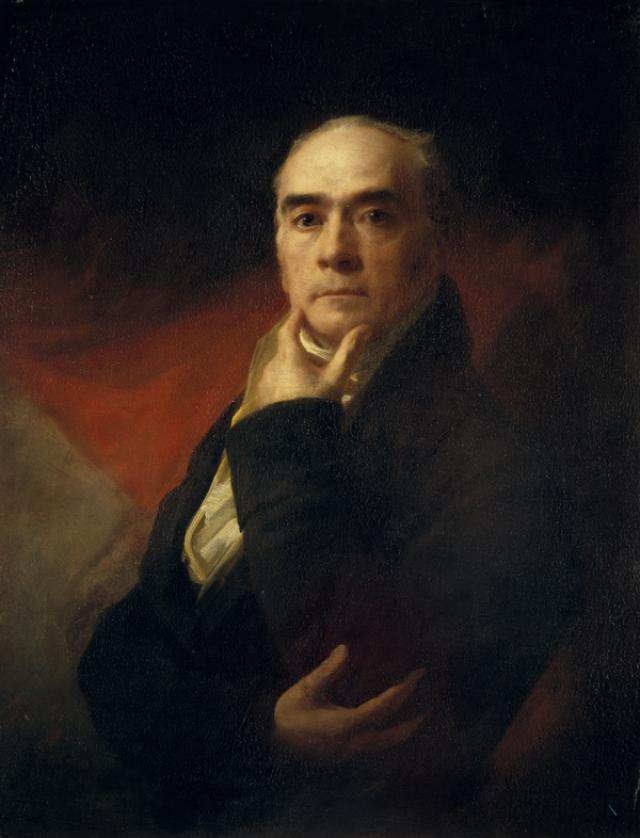
Zelfportret, 1820, Scottish National Gallery, Edinburgh

Henry Raeburn (Stockbridge (nu deel uitmakend van Edinburgh, 4 maart 1756 - aldaar, 8 juli 1823) was een Schotse kunstschilder. Hij wordt gerekend tot de stroming van de romantiek en maakte vooral naam als portrettist. Zijn bekendste werk is De schaatsende predikant uit 1795.

## Leven en werk
Henry Raeburn leerde het vak van goudsmid aan de George Heriot's School in Edinburgh. Hij richtte zich uiteindelijk echter op de schilderkunst en groeide al op jonge leeftijd uit tot de bekendste portretschilder van Edinburgh. In 1774 ging hij naar Londen om zich verder te bekwamen in het vak bij Joshua Reynolds. Later reisde hij naar Rome om Michelangelo te bestuderen maar raakte daar vooral onder de indruk van Pompeo Batoni en Giovanni Romanelli, vooral voor wat betreft hun weergave van lichteffecten.

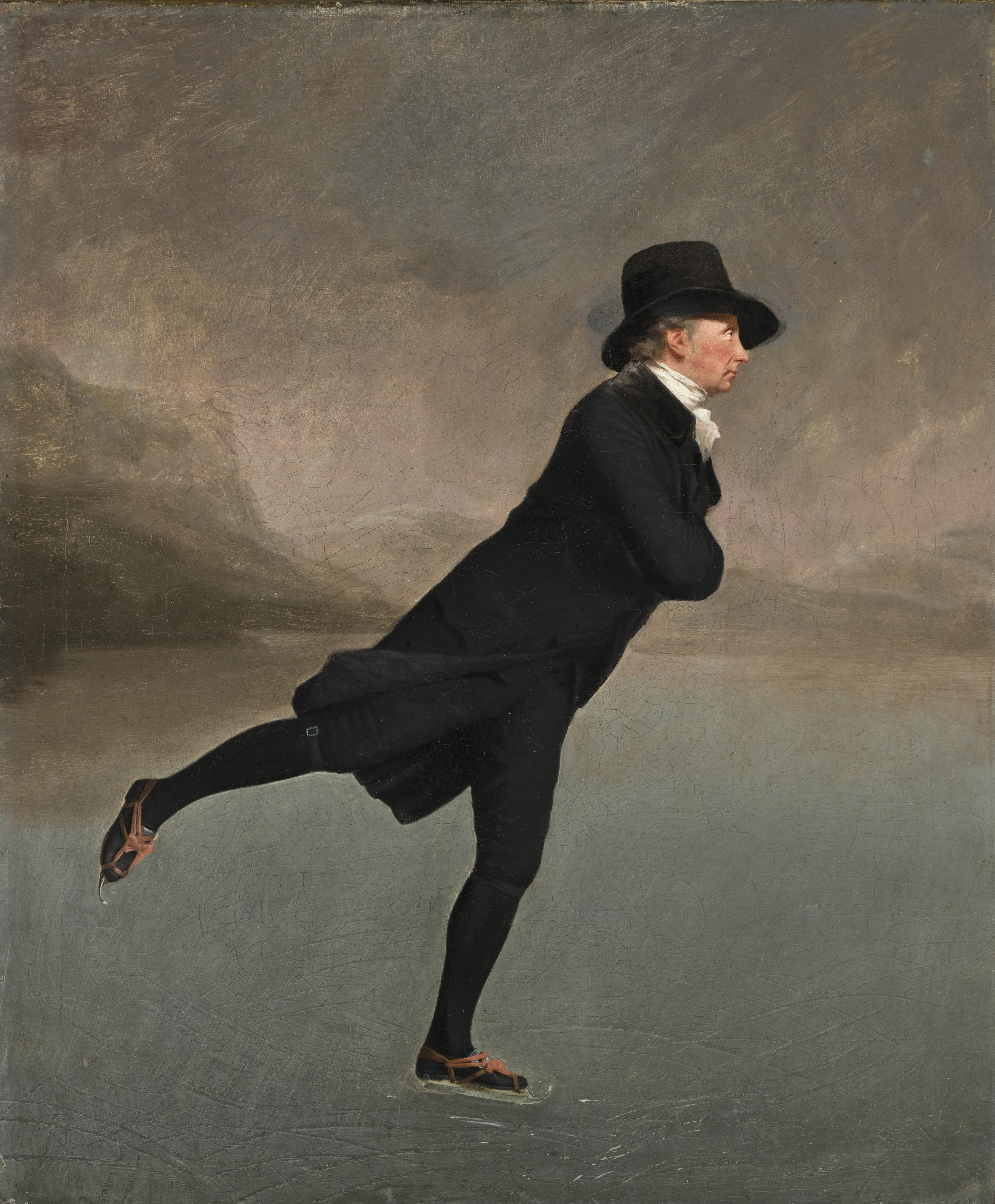
Eerwaarde Robert Walker schaatsend op het meer van Duddingston, beter bekend als De schaatsende predikant, 1795, Scottish National Gallery, Edinburgh

Na zijn terugkeer in Rome besloot Raeburn, anders dan veel andere Schotse kunstschilders van zijn generatie, om niet in Engeland te gaan werken, maar om terug te keren naar zijn geboorteland. Daar viel zijn carrière samen met de bloeiperiode van de Schotse schilderkunst (de "Schotse verlichting"), waarvan hij samen met David Wilkie als de belangrijkste representant wordt gezien.
Raeburn staat vooral bekend als portrettist en legde beroemde Schotten vast op het witte doek, waaronder Walter Scott en James Hutton. Zijn bekendste werk is echter het genrestuk De schaatsende predikant (The Reverend Robert Walker Skating on Duddingston Loch, beter bekend als The Skating Minister, 1795). Het toont Raeburns belangstelling voor speciale lichteffecten: het gezicht wordt helder en scherp in profiel getoond en de figuur wordt afgebeeld als een soort silhouet dat zich aftekent tegen de bleke, dreigende lucht en het vage landschap. De brede vlakken vormen een sterk contrast met een aantal precieze details, zoals de linten aan de schaatsen en de fijne krassen op het ijs, die doen denken aan Raeburns opleiding als goudsmid.
Raeburn exposeerde regelmatig bij de Royal Academy of Arts. In 1822 werd hij tot ridder geslagen door koning George IV. Hij overleed in 1823, 67 jaar oud.

## Noot
- Auckland Art Gallery Toi o Tāmaki: 476
- Art Gallery of South Australia: 3224
- Bibsys: 90531664
- Biblioteca Nacional de España: XX1598705
- Bibliothèque nationale de France: cb149723857 (data)
- Stuttgart Database of Scientific Illustrators 1450–1950: 4633
- Gemeinsame Normdatei: 120340399
- International Standard Name Identifier: 0000 0000 6634 371X
- Library of Congress Control Number: n83013586
- National Gallery of Victoria: 1187
- Nationale Bibliotheek van Tsjechië: xx0190035
- Nationale bibliotheek van Australië: 36306862
- Nationale Bibliotheek van Israël: 987007274570805171
- Nederlandse Thesaurus van Auteursnamen: 087629399
- Réseau des bibliothèques de Suisse occidentale: 02-A003723477
- RKD-Nederlands Instituut voor Kunstgeschiedenis: 65411
- SNAC: w6z31wk9
- Système universitaire de documentation: 035750294
- Trove: 1244574
- Union List of Artist Names: 500032325
- Virtual International Authority File: 24874387
- WorldCat: E39PBJfcTdQVbbJxq9yRmJTJXd